# Аль-Хайл
Аль-Хайл — селище та південно-західне передмістя міста Фуджайра в однойменному еміраті в Об'єднаних Арабських Еміратах. Селище відоме фортом кінця XIX століття, який слугував резиденцією правителя Фуджайри, на початку XXI століття реконструйований та перетворений на музей разом з реставрованим старим селом. Розташоване в нижній частині та гирлі ваді Хайл, у якому збудовано дамбу й водосховище.
На території селища знаходяться декілька петрогліфів залізної доби.
На заході межує з селом Ваді-Сахм, на півдні та південному заході — з селом Ваді-Хело.

## Ваді Хайл

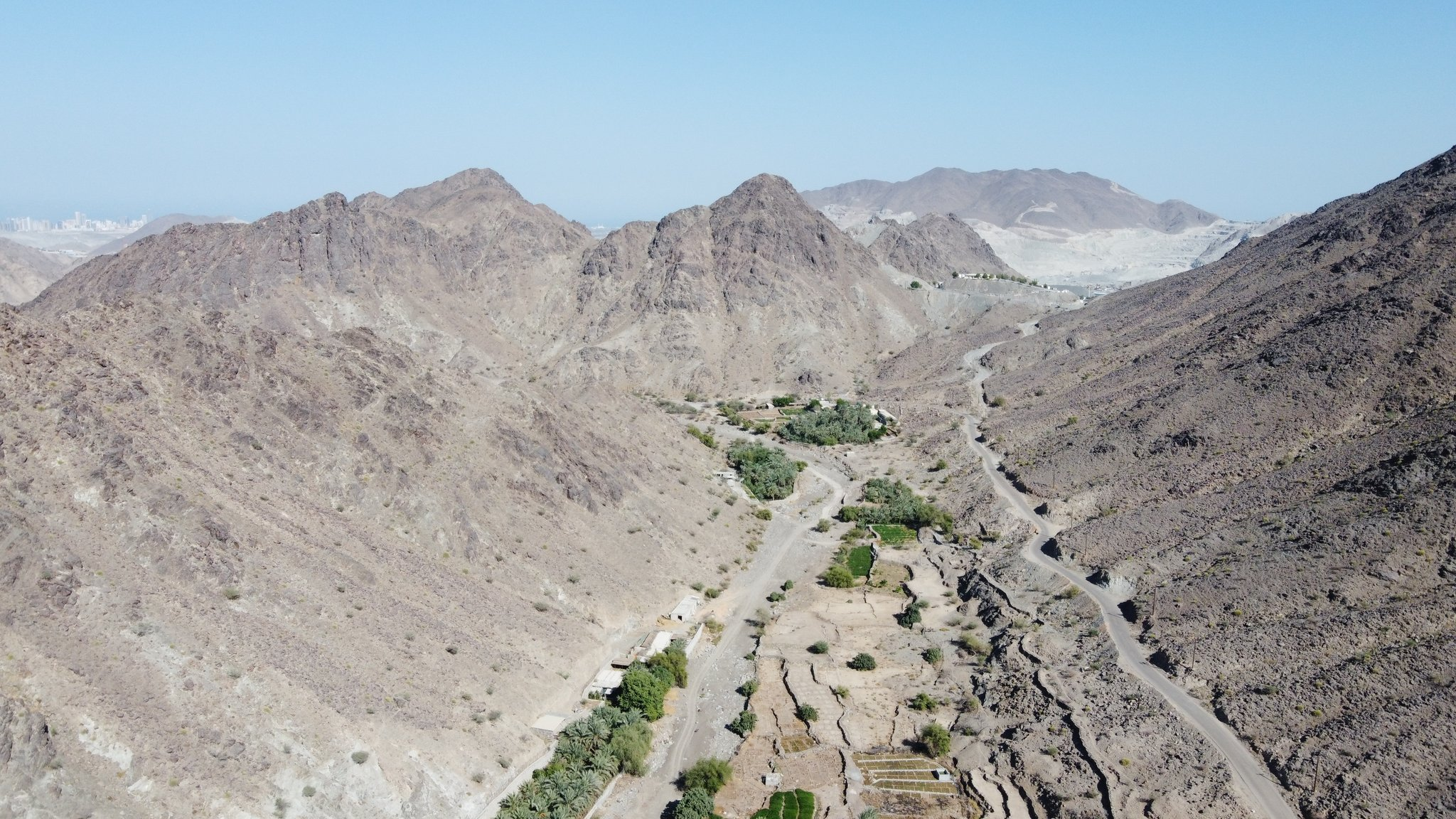
Панорама ваді Хайл

Основна частина ваді являє собою ущелину з поступовими схилами шириною 20-200 м, основна частина якої лежить в 10 км ґрунтової дороги від шосе Фуджайра-Дубай та в 20 км від центру Фуджайри. Висота над рівнем моря складає 100-300 м. Фауна ваді налічує 25 видів птахів, 2 види амфібій, низку видів ссавців. Найважливішими видами є газель гірська, орел-карлик яструбиний, аравійська руда лисиця, ропухи Duttaphrynus dhofarensis та Sclerophrys arabicus. У калюжах ваді мешкає риба Garra barreimiae. Серед рослин переважають Nerium mascatense, Forsskaolea tenacissima, Trichodesma, Sida urens. Також виявлені папороті адіант венерин волос, Onychium divaricatum, квіткові Bacopa monnieri і Oxalis corniculata.

## Історія

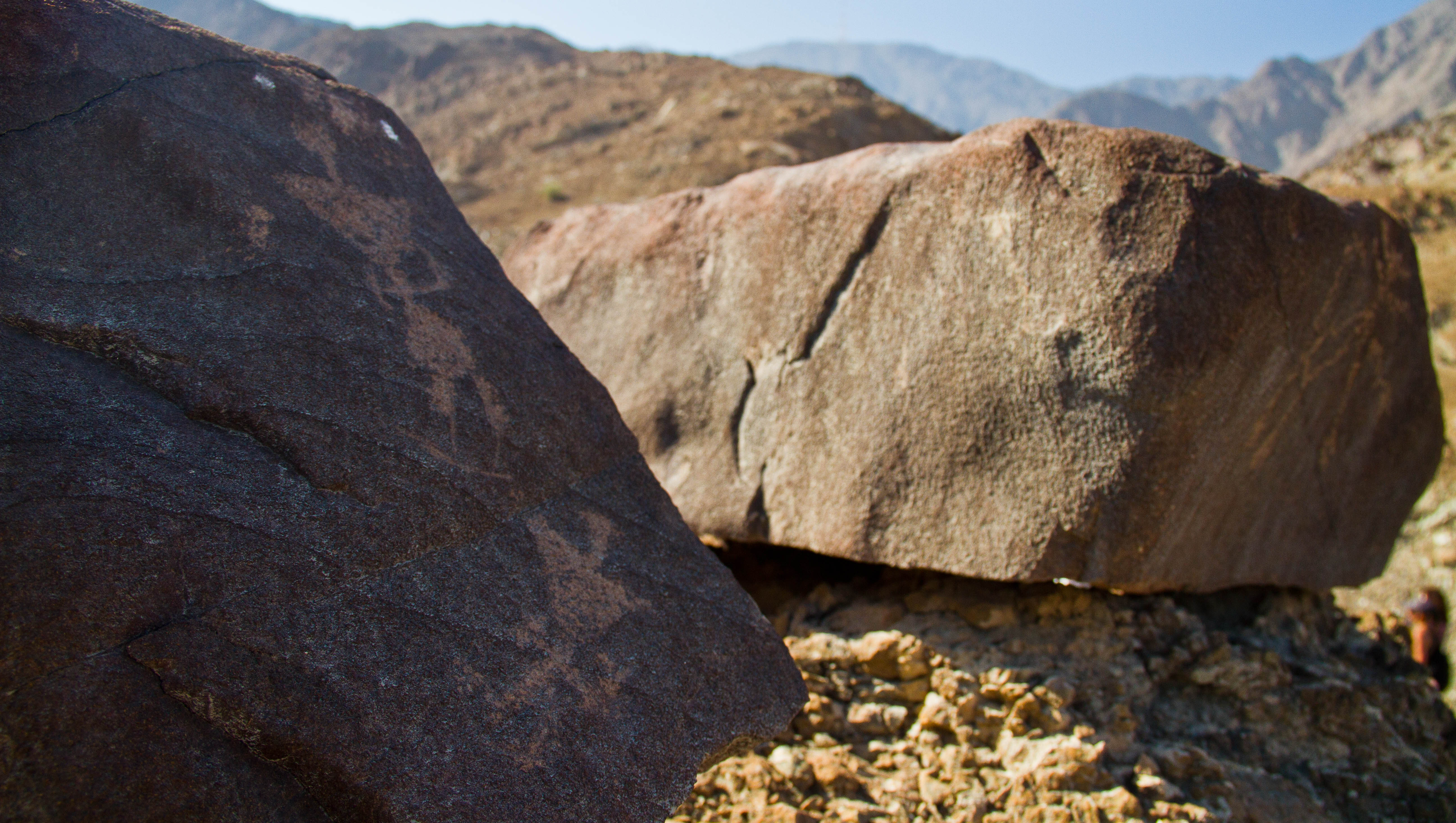
Петрогліфи ваді Хайл

Місцевість була заселена з давніх часів. У ваді Хайл знайдені залишки мідних копалень античного періоду. Шар вугілля на укріпленому пагорбі датовано в діапазоні 1470-1705 років нашої ери. Також виявлено кераміку 2-го та 1-го тисячоліття до н. е. та уламки кам'яних предметів побуту.
В околицях села знайдено більше 65 петрогліфів залізної доби, виконаних рудою фарбою на скелях. Серед них антропоморфні, зооморфні, овоїдні фігури. Точне датування цих зображень неможливе, їхній вік може бути від 1500 років до н. е. до ранньої ісламської доби. Подібні зображення є й у сусідніх ваді, зокрема ваді Шаам.

## Форт

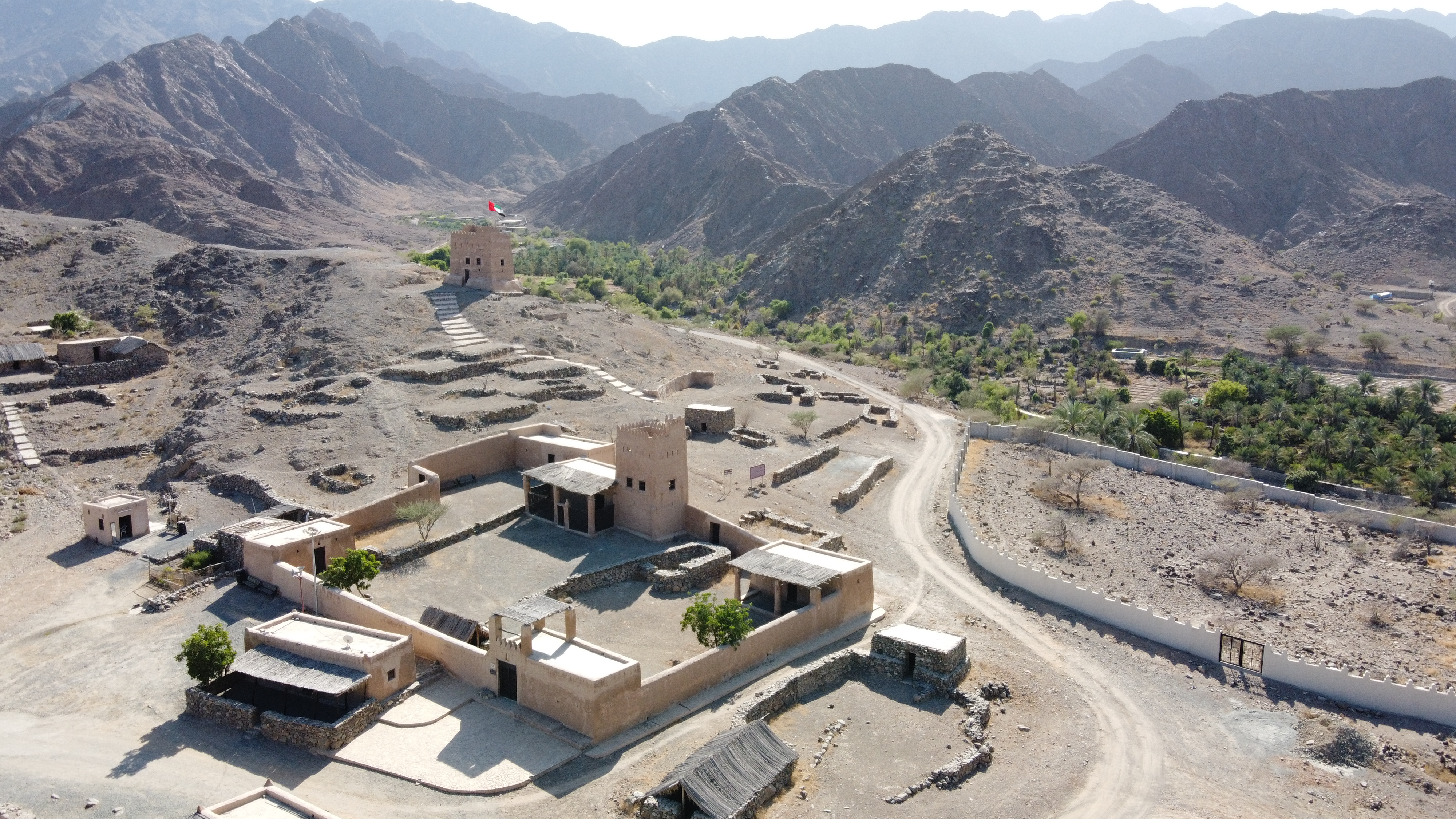
Форт Аль-Хайл та оборонна вежа

Форт Аль-Хайл побудований приблизно 1830 року та з кінця XIX століття був резиденцією правлячої династії Фуджайри Аль-Шаркі. На пагорбі над фортом розташована оборонна вежа.
Поблизу форту наприкінці XX століття існувало залишене мешканцями поселення, а також ісламський цвинтар. На початку XXI століття форт, селище та вежу реконструйовано та музеїфіковано. Нижче форту розташовані фінікові сади.